# Minimalno vitalni proizvod
Minimalno vitalni proizvod (minimum viable product, MVP) je proizvod koji ima minimalne, ali dovoljne funkcije da zadovolji prve potrošače. Glavni zadatak je dobiti povratnu informaciju za formiranje hipoteza daljnjeg razvoja proizvoda.
Naglasak na izdavanju MVP-a znači da programeri potencijalno izbjegavaju dugotrajan i (u konačnici) nepotreban rad. Prikupljanje informacija od MVP-a često je jeftinije od razvoja proizvoda s puno značajki. To omogućuje smanjiti troškove i rizike ako proizvod ne radi, na primjer, zbog pogrešnih pretpostavki. Prisutnost MVP u tvrtke je jedan od uvjeta za privlačenje financiranja rizičnog kapitala.
Pojam je smislio i definirao Frank Robinson oko 2001., a su ga popularizirali Steve Blank i Eric Rees. To također može uključivati provođenje preliminarne analize tržišta.
Budući da MVP testira potencijalni poslovni model za kupce kako bi vidjeli kako će tržište reagirati, to je posebno korisno za nove/početne tvrtke koje su više zabrinute za razjašnjenje gdje postoje potencijalne poslovne prilike, a ne izvršavanjem unaprijed pripremljenog izoliranog poslovnog modela.